# Arévalo
Pour les articles homonymes, voir Arevalo.
Arévalo est une commune d'Espagne de la province d'Ávila dans la communauté autonome de Castille-et-León.

## Administration
| Période                                  | Période | Identité | Étiquette | Qualité |
| ---------------------------------------- | ------- | -------- | --------- | ------- |
|                                          |         |          |           |         |
| Les données manquantes sont à compléter. |         |          |           |         |

## Jumelage
- Autun (France) depuis 2005

## Culture
La ville compte le Musée d'Histoire d'Arévalo.
moise de Leon vécu et mourut à Arévalo. On lui attribue la rédaction de la plus grande partie du Zohar.

## Anecdote
Anne Lauvergeon a choisi le nom de l'abbaye de la commune pour donner son nom à la société Areva .